# Bauernhausmuseum Bortfeld

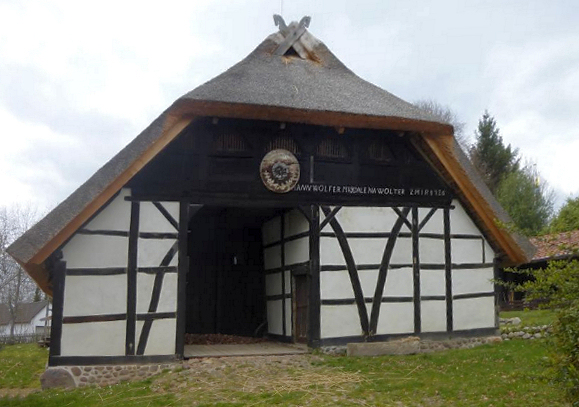
Bauernhausmuseum Bortfeld mit Toreinfahrt des Hallenhauses

Das Bauernhausmuseum Bortfeld ist ein Heimatmuseum in Bortfeld in der Gemeinde Wendeburg im Landkreis Peine. Es befindet sich in einem denkmalgeschützten Hallenhaus aus dem 17. Jahrhundert. Das Museum ist seit 1968 eine Außenstelle des Braunschweigischen Landesmuseums. Seit 2006 ist es wegen Renovierungsarbeiten und einer Neugestaltung der Ausstellung geschlossen (Stand: 2022).

## Gebäude

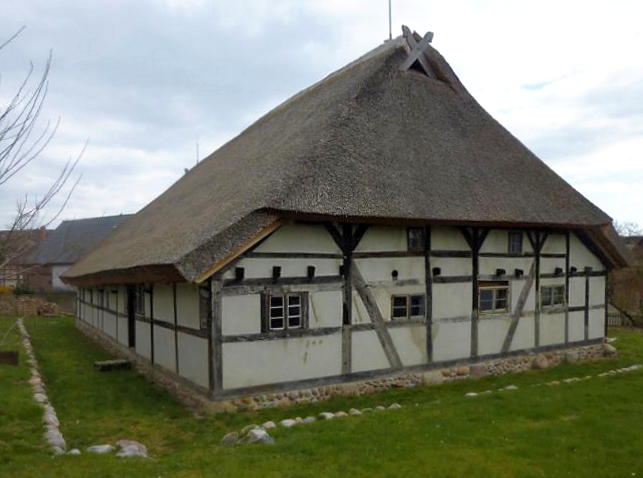
Gebäuderückseite

Das Museum befindet sich auf einem Eckgrundstück nahe der St.-Georg-Kirche in zentraler Lage im Ort. Es ist in einem früheren Wohn- und Wirtschaftsgebäude untergebracht, bei dem es sich um ein niederdeutsches Hallenhaus in der Bauweise als Zweiständerhaus handelt. Das Gebäude wurde 1639 an der Stelle eines 1566 durch einen Brand zerstörten Vorgängerbaus errichtet. Umbauten erfolgten 1726 am Dachgeschoss und 1851 durch Anbauten. Das Gebäude ist einer der ältesten Zweiständerbauten im früheren Kreis Braunschweig und gilt als eines der ältesten seiner Art.
Der Fachwerkbau steht auf einem niedrigen Feldsteinsockel. Das Walmdach ist reetgedeckt. Hinter der Toreinfahrt liegt der Wirtschaftsbereich mit der Diele und niedrigen Kübbungen an den Seiten. Am anderen Gebäudeende befindet sich das Kammerfach mit drei Wohnräumen.

## Museum
Das Bauernhausmuseum geht auf die Heimatbewegung zurück, die zur Sammlung seiner vielfältigen ländlichen Exponate beitrug. Eröffnet wurde es 1911 von Johann Albrecht als damaligem Regent des Herzogtums Braunschweig. Es zählt zu den ersten Freilichtmuseen im heutigen Niedersachsen. Die ursprüngliche Museumsausstellung stammt hauptsächlich aus dem 19. Jahrhundert. Dabei wurden Stube, Schlafraum und Küche als eingerichtete Räume gezeigt. Die ausgestellten Geräte wie Grützmühle, Spinnrad und Haspel dokumentierten den ländlichen Arbeitsalltag. In einem Schuppen neben dem Hauptgebäude wurden landwirtschaftliche Arbeitsgeräte, Maschinen und Fahrzeuge präsentiert.
Im Jahr 2006 begann eine Gebäudesanierung des Museums, was seine Schließung bedingte. 2016 führte ein Blitzschlag zum Brand des Reetdaches, was massive Schäden an dem frisch renovierten Gebäude verursachte. Ab 2021 war eine museale Neugestaltung vorgesehen, die bisher (2022) noch nicht abgeschlossen ist. Dabei soll das Leben der Menschen gezeigt werden, die von der Frühen Neuzeit bis zur Moderne in dem Haus wohnten und arbeiteten.